# Monterotondo, Lazio
Monterotondo är en ort och kommun i storstadsregionen Rom, innan 2015 provinsen Rom, i regionen Lazio i Italien. Kommunen hade 41 287 invånare (2018).
Staden har anor från antiken. Bland stadens sevärdheter återfinns katedralen Santa Maria Maddalena.

## Frazioni
Monterotondo består av fyra frazioni: Monterotondo Scalo, Piedicosta, Borgonovo och Tormancina.

## Bilder
| - Torre dell'Orologio. |

### Webbkällor
- ”Parrocchia Santa Maria Maddalena – Duomo di Monterotondo”. Parrocchia Santa Maria Maddalena. 2019. http://www.duomosantamariamaddalena.it/. Läst 17 januari 2019.